# Dolores Argüello
Dolores Argüello Torres (Córdoba; 24 de enero de 1838-Córdoba; 12 de julio de 1917) fue una filántropa argentina que desarrolló una destacada actividad de beneficencia en la provincia de Córdoba.

## Biografía
Dolores Argüello nació en la ciudad de Córdoba (Argentina) el 24 de enero de 1838, hija de Cipriano Argüello Moynos y de María Isabel Catalina Josefa de las Angustias Torres de la Quintana.
Perteneció a las Conferencias de San Vicente de Paul e integró la Sociedad de Beneficencia durante cincuenta años, ejerciendo su presidencia en tres oportunidades.
Estando por tanto encargada por delegación del gobierno provincial de administrar los hospitales provinciales, en 1892 hizo suya una iniciativa del decano de la Facultad de Ciencias Médicas de la Universidad Nacional de Córdoba doctor José Antonio Ortiz y Herrera para crear el Hospital de Niños de la Santísima Trinidad, que fue inaugurado el 20 de mayo de 1894.
Casó el 27 de abril de 1858 con el doctor Luis Cáceres Martínez, quien sería legislador nacional, ministro provincial y gobernador de la provincia de Córdoba en 1866. Tuvo con él dos hijos, María Cáceres Argüello y Augusto Cáceres Argüello. Su marido era hermano de otra filántropa cordobesa, Tránsito Cáceres.
Dolores Argüello ganó el cariño y gratitud de sus coprovincianos, quienes a su muerte, ocurrida en Córdoba el 12 de julio de 1917, honraron su memoria imponiendo su nombre a una calle contigua al Hospital de Niños.